# Бахтеяров-Ростовский, Владимир Иванович
Князь Владимир Иванович Бахтеяров-Ростовский (ум. 1617) — русский военный и государственный деятель, голова, воевода, наместник и боярин во времена правления Ивана IV Васильевича Грозного, Фёдора Ивановича, Бориса Годунова, Смутное время и правление Михаила Фёдоровича.
Из княжеского рода Бахтеяровы-Ростовские. Старший сын воеводы князя Ивана Фёдоровича Немого Бахтеярова-Ростовского. Братья — воеводы князья Иван Иванович Бахтеяров-Ростовский и Андрей Иванович Бахтеяров-Ростовский.

## Биография

### Служба Ивану Грозному
В 1579 году голова в походе на Лифляндию. В 1580 году воевода во время осады Пскова. В феврале 1581 года, по роспуске больших воевод, отправлен первым воеводой Большого полка в Старую Руссу, в июле, в числе других воевод, прислан четвёртым воеводой в Новгород, а после первый воевода в Орешке и направлен пятым осадным воеводой в Псков, где участвовал пятым воеводой в героической обороне от польско-литовской армии Стефана Батория и упомянут вторым воеводой в «среднем городе». В этом же году, с ним стали местничать воеводы Иван Крюк-Колычев и князь Фёдор Кривоборский. В 1582 году назначен воеводой в Новгород, а во время прихода литовцев, указано ему быть первым воеводой в Рузе. В 1583—1584 годах — наместник и воевода в Брянске, а потом первый воевода в Пронске. В декабре 1584 года указано ему по «черниговским и путивильским вестям» быть в Брянске воеводою Большого полка.

### Служба Фёдору Ивановичу
Осенью 1585 года Владимир Иванович Бахтеяров-Ростовский служил воеводой в Дедилове, а по сходу с окраинными воеводами, велено ему быть первым воеводой Передового полка. Тогда же он безуспешно местничал с тульским воеводой князем Петром Ивановичем Буйносовым-Ростовским и вновь с Иваном Фёдоровичем Колычевым-Крюк. В 1585 году местничал с князем Григорием Ивановичем Долгоруковым-Чёрт. В августе 1586 года В. И. Бахтеяров-Ростовский был отправлен на воеводство в Шацк, где местничал с рязанским воеводой, боярином князем Дмитрием Ивановичем Хворостининым. В 1588 году — первый воевода в Михайлове. В июле 1589 года был назначен воеводой в Рязань, позже сходный воевода окраинных войск. В декабре 1589 — январе 1590 года князь В. И. Бахтеяров-Ростовский участвовал в шведском походе царя Фёдора Ивановича на Нарву в чине головы и есаула в царском полку. В феврале должен был «…к наугольной башне против Вышегорода [в Ругодиве] и по стене по нижней итти с лесницами…». В этом же году послан первым на встречу псковскому снаряду (артиллерии), а при взятии городов участвовал в качестве приступного воеводы, а после похода велено ему быть вторым воеводой Сторожевого полка на берегу Оки.
Осенью 1590 года князь В. И. Бахтеяров-Ростовский был назначен воеводой в Коломне. В 1591 году — второй воевода Передового полка в Дедилове. Во время нашествия на Русь крымского хана Гази Герая князь Владимир Иванович Бахтеяров-Ростовский был отправлен «на берег» в полку правой руки под командованием боярина князя Никиты Романовича Трубецкого. Тогда же с ним местничал воевода передового полка князь Иван Петрович Ромодановский. «Сходный воевода» князь В. И. Бахтеяров-Ростовский с небольшим конным отрядом был выслан на реку Пахру, чтобы попытаться на время приостановить продвижение войск Крымской орды. В июле, в бою на реке Пахра воевода был разгромлен и ранен стрелами. В июле 1591 года после отступления крымского хана Гази II Герая от Москвы князь В. И. Бахтеяров-Ростовский был отправлен вторым воеводой «в поле» за Дедилов в погоню за татарами во главе сторожевого полка. Вместе с другими воеводами он получил щедрые награды от царя Фёдора Иоанновича, ему пожалован золотой и направлен воеводой Сторожевого полка в Коломну. В 1592 году второй воевода войск левой руки в походе под Выборг. В 1593 году, по возвращении из под Выборга, был назначен сперва воеводой Большого полка, а потом Сторожевого полка в Великом Новгороде, откуда послан в Каширу вторым воеводой Передового полка против крымцев. В этом же году местничал с князем Лукой Осиповичем Щербатым.
В 1594 году показан стольником, и в сентябре послан со столом от Государя к немецкому послу. В этом же году отправлен первым воеводой в Чернигов вместо воеводы князя М. Ф. Гвоздёва-Ростовского и оставлен там на один год, откуда уведомлял Государя о шествии Киевского епископа с запорожцами к Новогородку монастырскому.
В феврале 1597 года князь Владимир Бахтеяров-Ростовский был отправлен первым воеводой «в Тюменский город» на Кавказе на место воеводы князя Григория Ивановича Долгорукова-Черта.

### Служба Борису Годунову
В 1600 году участвовал в первой встрече при представлении Государю персидских послов и при этом затеял местничество со своим родственником князем Василием Ивановичем Буйносовым-Ростовским. В 1601—1602 годах был на воеводстве в Белгороде, первым воеводой. В январе 1603 года по царскому указу был отпущен из Белгорода в Москву. В том же году, «как государь… Борис Фёдорович… ходил на празник к живоначальной Троицы в Сергеев монастырь, и в те поры ведал [Москвой] князь Володимер Бахтеяров».
В конце 1603 года князь В. И. Бахтеяров-Ростовский был отправлен на Северный Кавказ во главе передового полка для боевых действий против горцев. В 1604 году первый воевода в Терках, послан в Шемаху на Коясу, где в 1605 году в Караманской битве был тяжело ранен и попал в плен, но вскоре получил свободу и вернулся на Родину. В этом же году князь В. И. Бахтеяров-Ростовский участвовал первым во второй встрече при представлении Государю персидского посольства.

### Служба в Смутное время
В 1608 году был пожалован царём Василием Шуйским в бояре. В том же году попал в плен к Тушинскому вору, а в 1610 году бежал из Тушина и вернулся в Москву. Первым привёз известие о смерти Лжедмитрия II и о распаде его войска. В 1611 году был отправлен на воеводство во Владимир. В 1612 году присоединился ко Второму народному ополчению

### Служба Михаилу Фёдоровичу
В марте 1613 года ездил вторым от Москвы с делегацией от властей духовных, бояр и всех государственных чинов Земского собора в Кострому, к избранному Государю Михаилу Фёдоровичу Романову и матери его государыне инокине Марфе Ивановне, с объявлением об избрании его на Всероссийский престол. В апреле этого же года вернулся в Москву с новым царём.
Затем в 1613—1616 годах служил первым воеводой и наместником в Нижнем Новгороде, участвовал в военном походе против мятежных казаков Атамана Ивана Мартыновича Заруцкого. При царском дворе пользовался немалым влиянием.
В 1617 году боярин князь Владимир Иванович Бахтеяров-Ростовский скончался.

## Семья
От брака с неизвестной имел детей:
- Князь Бахтеяров-Ростовский Пётр Владимирович (ум. 1618) — послан вторым воеводой войск против идущих к Переславлю поляков и в походе с ними бился в бою (1611), воевода в Свияжске (1618), бездетный.
- Княжна Фетинья Владимировна (ум. 1644) — мамка царевны Евдокии Алексеевны, жена боярина и князя Ю. А. Сицкого.
- Княжна Елена Владимировна — жена князя Ф. А. Хилкова